# Kjell-Åke Nilsson
Kjell-Åke Lennart Nilsson, detto Sörmarkarn (Östmark, 5 aprile 1942), è un ex altista svedese.
Partecipante ai Giochi olimpici di Roma 1960 e di Tokyo 1964, Nilsson ha vinto una medaglia di bronzi ai Giochi europei indoor di Dortmund ed è stato alcune volte campione svedese di salto in alto.

## Palmarès
| Anno | Manifestazione        | Sede     | Evento        | Risultato | Prestazione | Note |
| ---- | --------------------- | -------- | ------------- | --------- | ----------- | ---- |
| 1960 | Giochi olimpici       | Roma     | Salto in alto | 7º        | 2,03 m      |      |
| 1962 | Europei               | Belgrado | Salto in alto | 10º       | 2,00 m      |      |
| 1963 | Campionati nordici    | Göteborg | Salto in alto | Argento   | 2,08 m      |      |
| 1964 | Giochi olimpici       | Tokyo    | Salto in alto | 6º        | 2,09 m      |      |
| 1965 | Campionati nordici    | Helsinki | Salto in alto | Oro       | 2,08 m      |      |
| 1966 | Giochi europei indoor | Dortmund | Salto in alto | Argento   | 2,08 m      |      |
| 1966 | Europei               | Budapest | Salto in alto | 8º        | 2,03 m      |      |
| 1967 | Giochi europei indoor | Praga    | Salto in alto | 9º        | 2,05 m      |      |